# Invicta Racing
Invicta Racing (tidligere Virtuosi UK) er et britisk FIA Formel 2-team, som har base i Attleborough, England. Udover FIA Formel 2 deltager Virtuosi Racing også i Formel 4 Storbritannien, og har tidligere deltaget i Auto GP og GP2 Series. FIA Formel 2-teamet ændrede navn i 2024 til Invicta Racing efter Invicta Watch Group købte ejerskabsandelen af teamet.

## Historie
I 2012 henvendte Paul Devlin og Andy Roche forretningsmanden Declan Lohan for økonomisk støtte, og dermed blev Virtuosi UK grundlagt i Carleton Rode, Norfolk.

## Tidslinje
| Nuværende serier        | Nuværende serier |
| ----------------------- | ---------------- |
| FIA Formel 2            | 2017–nu          |
| Formel 4 Storbritannien | 2022–nu          |
| Tidligere serier        |                  |
| Auto GP                 | 2012-2015        |
| GP2 Series              | 2015-2016        |